# Ako Shimaki
Ako Shimaki (嶋木 あこ Shimaki Ako?) es una de las mangakas veteranas dentro de la revista Shōjo Comic Cheese! de la editorial Shogakukan. Nació en Chiba, Japón, un 16 de enero. 
Como curiosidad, le gusta tocar el ukelele, está enganchada al Brain Training y suele bromear con su nombre ya que en japonés "koshimaki" significa "delantal", así que cuando le preguntan por su nombre parece como si dijese "me llamo la delantal".
En el año 2000 hace su incursión en el mundo del manga, publicando varias historietas cortas que fueron recopiladas en un tomo único titulado El príncipe que se enamoró (Koi ni Ochita Ouji-sama). Su obra debut fue Iroha ni Hoheto
Entre los años 2001 y 2002 dibujó su primer manga largo, Amarte como loco (Mucha Kucha Daisuki), siendo publicado luego en 4 tomos. En él, se relatan los problemas que deben afrontar los protagonistas para seguir adelante con su relación, pues Aoi, una de los protagonistas, es una joven de pueblo, y Tsuyoshi es un joven de ciudad.
Tras este lanzamiento, crea Gekka no Kimi, que es su obra más larga y reconocida. Posee 7 tomos publicados entre los años 2002 y 2004, que narra principalmente las reencarnaciones en los tiempos actuales de Hikaru Genji y Murasaki, quienes son los protagonistas de la novela japonesa Genji Monogatari. Este manga fue publicado en España por la editorial Ivrea, con el título Príncipe de la Medianoche.
En 2005 publica otra secuencia de historias cortas bajo el título de Estoy prometida (Inazuke Ryokan), publicando otro trabajo paralelo en este mismo año titulado Boku ni Natta Watashi ("Chica Secreta", también licenciado por Ivrea), terminando en el año 2006, con 5 tomos. Este último manga relata las vivencias de una chica que es forzada por sus padres a matricularse en un instituto masculino haciéndose pasar por un chico hasta que aparezca su hermano, quien se fugó de casa.
Su obra más original es Tonari no Shugoshin, licenciada también por la editorial Ivrea con el nombre de "Mi Guardián Secreto", manga donde toca elementos mágicos. Rio es una joven huérfana que tiene que compaginar los estudios y el trabajo para sacar a su hermano adelante. Un día compra en la calle una carta con la imagen de un caballero medieval y este se le aparece en sueños, y se hace llamar Lancelot. Los sueños se repiten y va intimando con él, haciéndole este la promesa de que la salvará del peligro cuando esté en apuros. Rio empieza a enamorarse pero, para desechar la idea puesto que no es real, empieza a salir con un compañero de clase. Cuando el chico intenta besarla, ella se opone y entonces aparece Lancelot.
Tras finalizar Tonari no Shugoshin con dos tomos, Ako Shimaki comenzó una nueva serialización a finales de 2007 titulada Triple Kiss, sobre una chica que no puede olvidar a su primer amor y, mientras tanto, a su instituto llegan dos chicos de intercambio. La concluyó a mediados de 2008 contando también dos volúmenes.

## Obras
- Chica Secreta (伪装男孩的我 Boku ni Natta Watashi)
- Mi guardián secreto (となりの守護神 Tonari no Shugoshin)
- 1/3 de novio (Oneshot)
- No Panties Musume (Oneshot extra del tomo 2 de Boku ni Natta Watashi)
- Iinazuke Ryokan (Colección de Oneshots)
- Mucha Kucha Daisuke
- Secret Housemate (Naisho No Doukyonin, oneshot incluido en Iinazuke Ryokan)
- My Beloved Mantleman (Oneshot incluido en Iinazuke Ryokan)
- Takaya-kun of House Tanaka (Oneshot)
- Espera a que me enamore
- The Prince Who Fell In Love (恋におちた王子様 Koi ni Ochita Ouji-sama, colección de oneshots)
- El Príncipe de la Medianoche (月下の君 Gekka no Kimi)
- Triple Kiss
- El origen de la mentira y del amor (Oneshot)
- Cuando me conociste, yo ya no estaba (Oneshot)